# Sears

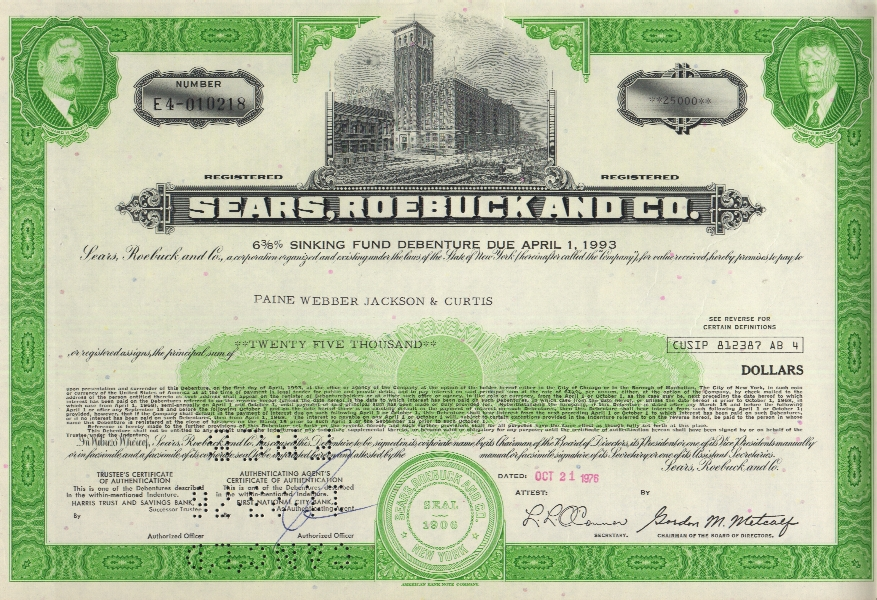
Tilgungsanleihe über $25.000 aus dem Jahr 1976, ausgestellt auf den Broker Paine Webber (Jackson & Curtis)

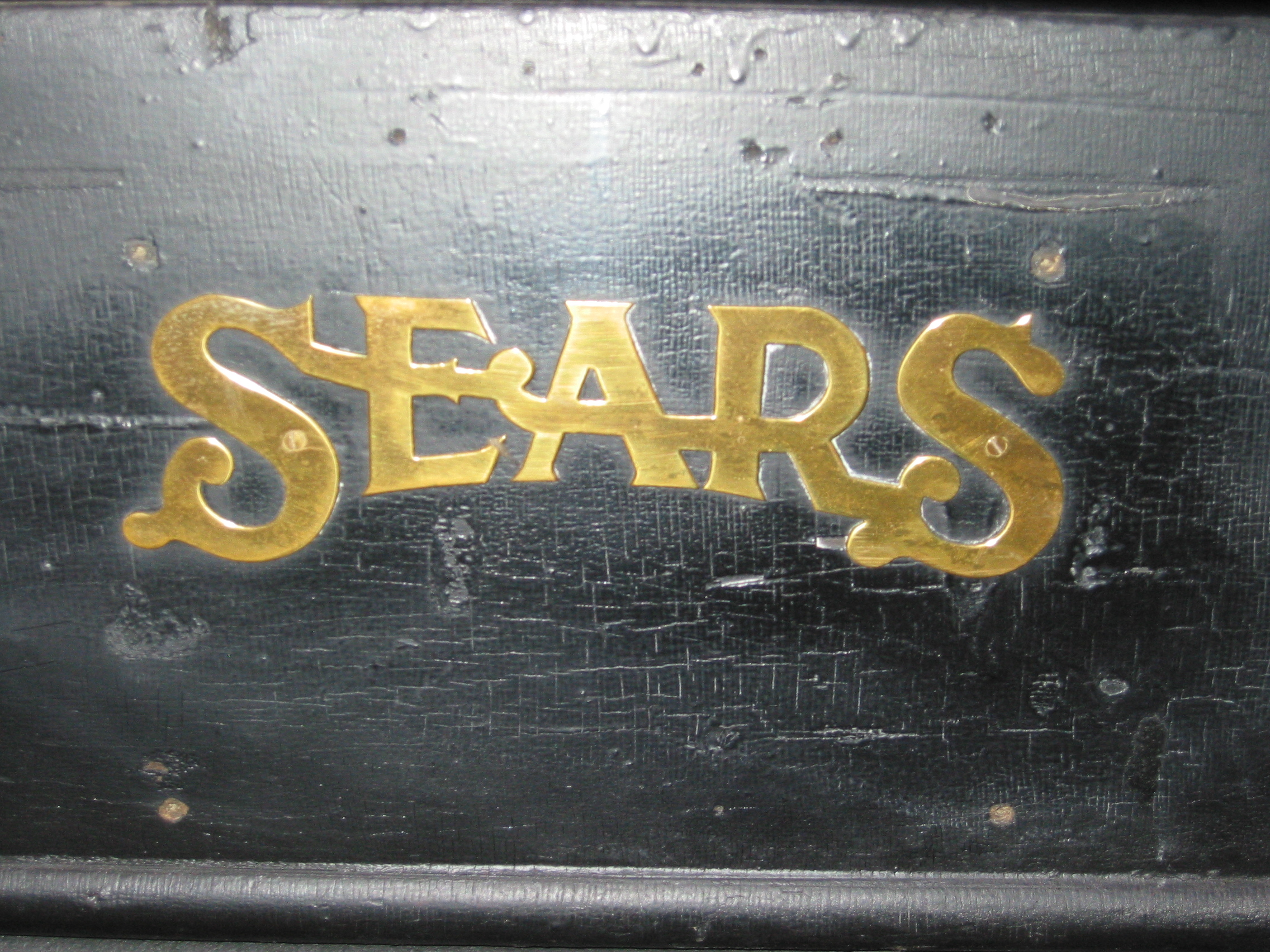
Schriftzug an einem Sears-Automobil

Sears Holdings Corporation (vormals Sears, Roebuck and Company) ist ein Handelsunternehmen aus den Vereinigten Staaten mit Sitz in Chicago, Illinois. Sears war im Aktienindex S&P 500 gelistet.

## Geschichte
Das Unternehmen wurde 1886 in Minneapolis von Richard Warren Sears als Sears Watch Company gegründet, 1887 erschien ein erster Versandkatalog. 1893 zog Sears nach Chicago um, wo er den Uhrmacher A. C. Roebuck einstellte und beteiligte. Das Unternehmen firmierte danach als Sears, Roebuck & Co.
1895 übernahmen Julius Rosenwald und Aaron Nussbaum für 75.000 US-Dollar Roebucks Anteile am Unternehmen; Rosenwald wurde Vizepräsident des Unternehmens, 1895 setzte es 750.000 US-Dollar um. 1906 ging es an die Börse. Rosenwald übernahm 1908 die Geschäftsleitung.
1909 ging Sears in den Ruhestand und Rosenwald übernahm die Leitung. Der Umsatz betrug zu diesem Zeitpunkt 40 Millionen US-Dollar. Lessing Julius Rosenwald war von 1932 bis 1939 Vorsitzender des Vorstandes bei Sears. Er war der Sohn des Miteigentümers und früheren Vorstandsvorsitzenden. Sears, als Versandhaus gegründet, betrieb darüber hinaus kleinere Läden, in denen Kunden die über den Katalog bestellte Ware abholen konnten.
Nach dem Zweiten Weltkrieg eröffnete Sears in den USA auch große Läden in Einkaufszentren und wurde bis in die 1980er Jahre zum größten Einzelhändler in den USA.
Sears war das erste und damals einzige Handelsunternehmen, das eine allgemein gültige Kreditkarte, also keine Kundenkarte mit Zahlungsfunktion, auf dem Markt etablierte. Die Karte ist bis heute unter dem Namen Discover Card erhältlich, wird allerdings inzwischen von einer Bank herausgegeben.
1974 wurde in Chicago der Sears Tower fertiggestellt, das noch immer dritthöchste Gebäude in den USA. Dort hatte Sears bis in die 1990er Jahre seinen Hauptsitz. 2009 wurde das Gebäude in Willis Tower umbenannt, weil dort ein neuer Mieter einzog, die Willis Group Holdings, die die Namensrechte am Gebäude erwarb.
Im Jahr 1993 ging das zu Sears gehörende Unternehmen Allstate an die Börse, und Sears verkaufte seine Anteile.
Kmart und die Handelskette Sears gaben am 17. November 2004 Fusionsabsichten bekannt, die im März 2005 umgesetzt wurden. Mit dem neuen Unternehmen entstand der drittgrößte Handelskonzern in den USA nach Wal-Mart und Home Depot, benannt als Sears Holding mit Hauptsitz in Hoffman Estates, Illinois; das neue Unternehmen betrieb die beiden bestehenden Marken Sears und Kmart weiter. Das neue Unternehmen Sears Holdings Corporation wurde von einem Aufsichtsrat geführt, der sich aus sieben Mitgliedern von Kmart und drei Mitgliedern von Sears zusammensetzte. De facto und trotz des Namens war es eine Übernahme von Sears durch Kmart.
Kmart-Aktienbesitzer erhielten eine Aktie des neuen Unternehmens (Aktienrücktausch). Sears-Aktien wurden umgewandelt in eine Kombination von 55 % Aktien (bei einem Verhältnis von einer alten und ½ neuer Aktien) und 45 % Bargeld (pro Aktie 50 US-Dollar).
Im Jahr 2013 erfolgte der Verkauf der Tochtergesellschaft Lands’ End, die auch in Deutschland vertreten ist, durch einen Börsengang.
Nach Jahren anhaltender Verluste wurde von 2011 bis 2014 die Anzahl der Läden von 4000 auf etwa 1700 reduziert. Bis Ende 2017 erfolgte eine weitere Reduzierung auf 510 Standorte. Bei der Tochtermarke Kmart war die Entwicklung ähnlich, wo zwischen 2005 und Ende 2017 die Zahl der Standorte von rund 1400 auf 570 reduziert wurde.
Im Juni 2017 wurde für die kanadische Tochter Sears Canada Gläubigerschutz beantragt und wenige Wochen später die Schließung sämtlicher Filialen in Kanada bekanntgegeben. Der Abverkauf sollte am 21. Januar 2018 abgeschlossen werden.
Am 15. Oktober 2018 beantragte der Mutterkonzern Sears Holdings Corporation Gläubigerschutz nach Chapter 11. Zu diesem Zeitpunkt hatte Sears 11,3 Milliarden US-Dollar an Verbindlichkeiten, denen lediglich 6,9 Milliarden US-Dollar an Vermögenswerten gegenüberstanden.

## Fahrzeugangebote

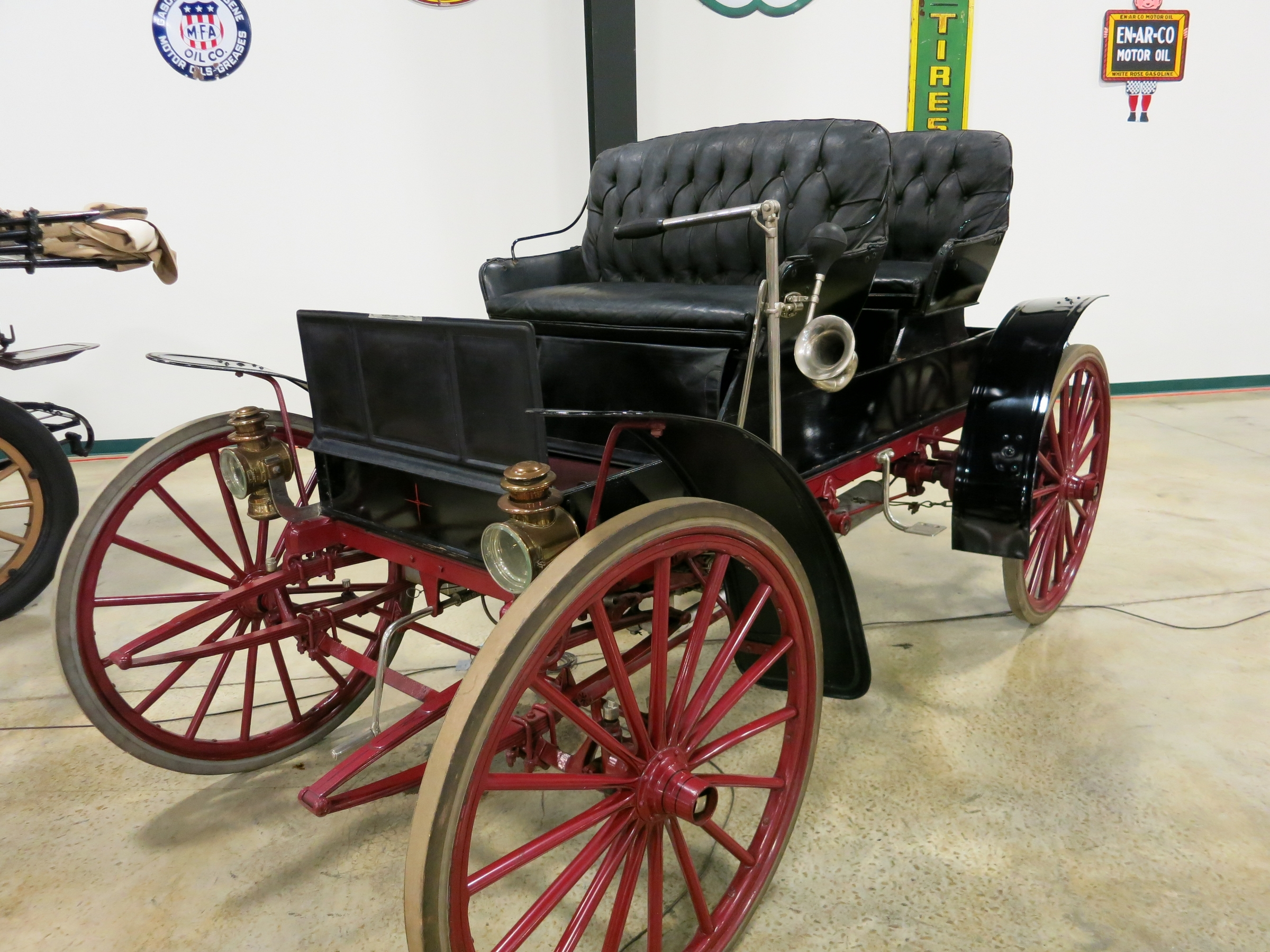
Sears 14 HP Model P von 1911

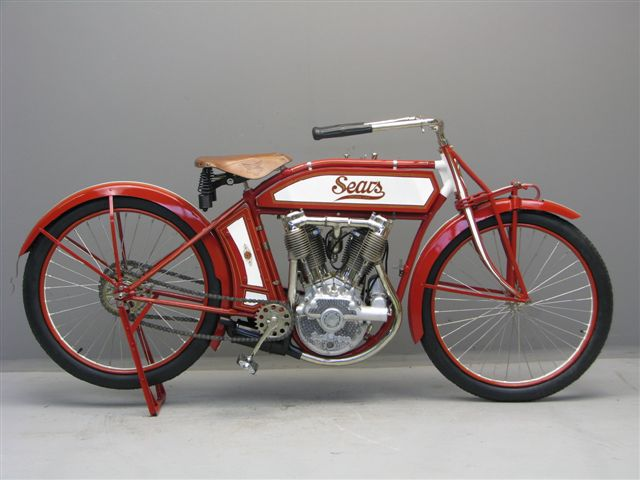
Sears Dreadnaught

Zwischen 1908 und 1912 wurden auch Automobile angeboten. Die Fahrzeuge wurden zunächst für Sears produziert. Von Ende 1909 bis 1912 wurden sie von der Tochtergesellschaft Sears Motor Car Works in Chicago hergestellt. Den Sears 10 HP gab es von 1908 bis 1909 und den Sears 14 HP von 1910 bis 1912. Beides sind Highwheeler mit einem Zweizylinder-Boxermotor.
Außerdem wurden Motorräder angeboten. Die Zeitspanne wird überwiegend mit 1912 bis 1916 angegeben. Hersteller war die Excelsior Cycle Company aus Chicago. Viele der Einbaumotoren kamen von der Spacke Machine & Tool Company. Es werden Einzylindermotoren und V2-Motoren genannt. Sie leisteten zwischen 9 und 10 PS. Bekannt sind Hubräume von 489 cm³, 578 cm³, 998 cm³, 1147 cm³ und 1157 cm³. Ein Modell ähnelte den Fahrzeugen der Marke Thor der Aurora Automatic Machinery Company. Für andere ist die Bezeichnung De Luxe Big Five bekannt, wobei De Luxe ein Markenname von Spacke war. Daneben gab es Invincible Seven und Dreadnought Nine.

## Logos

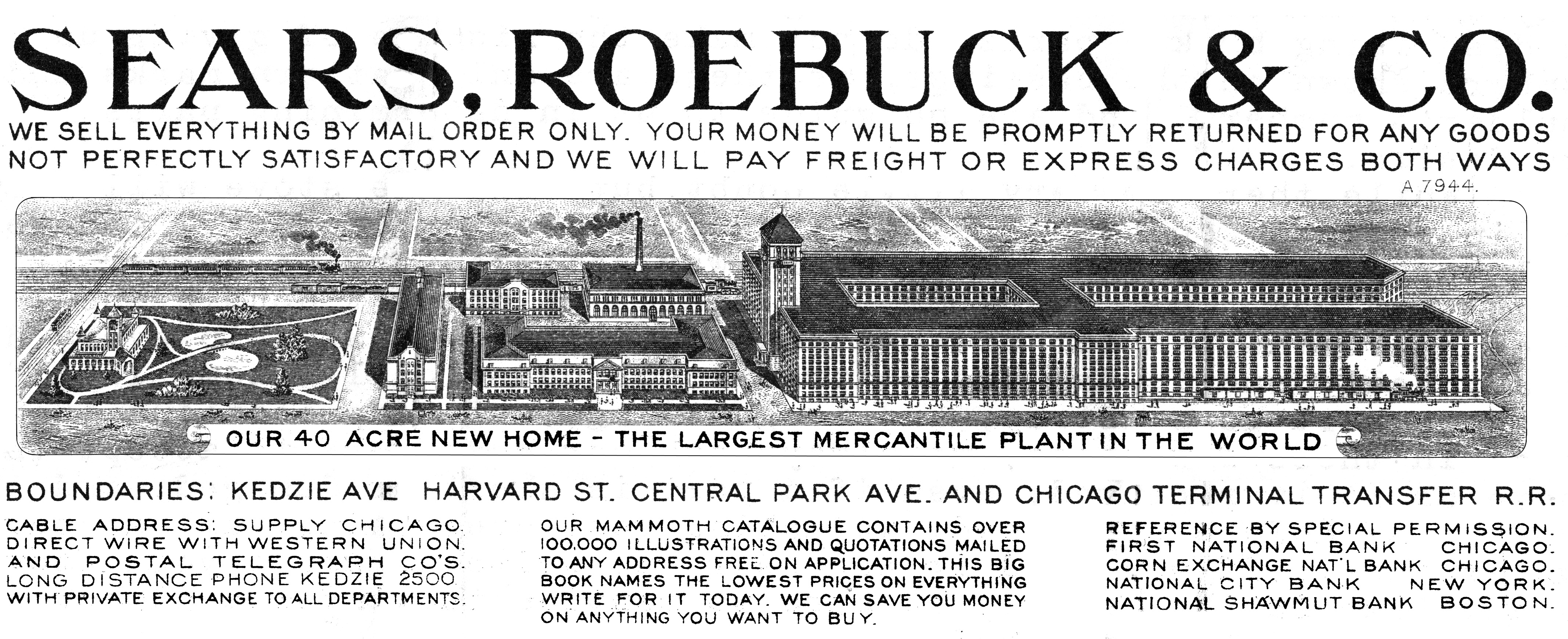
Letterhead-Logo bis 1966
Logo von 1966 bis 1984
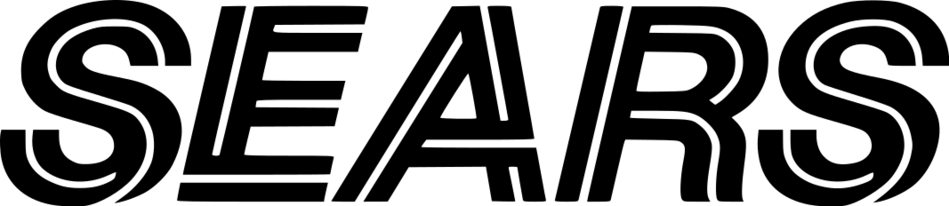
Logo von 1984 bis 1994
Logo von 1994 bis 2004
Logo von 2004 bis 2010
Logo seit 2010